# Организация революционного образования и освобождения
Организация революционного образования и освобождения (англ. Organization for Revolutionary Education and Liberation; OREL) — гренадская марксистско-ленинская группировка, являлась влиятельной неформальной фракцией Нового движения ДЖУЭЛ (NJM). Проводила ортодоксально-коммунистическую сталинистскую политику. Контролировала командование Народно-революционной армии. В октябре 1983 года совершила государственный переворот, отстранив от власти Мориса Бишопа. Прекратила существование после вторжения войск США и свержения режима NJM. Лидеры осуждены по процессу Гренада 17.

## Идеологическая специфика
Организация радикальных коммунистов Гренады была создана в 1972 году как одно из ответвлений движения Чёрная сила. Её учредили активисты молодёжной организации JOY — Лиэм Джеймс, Эварт Лэйн, Леон Корнуолл, Бэйзил Гахагэн, Кристофер Страуд, Джон Венту. Во второй половине 1970-х к OREL присоединились представители более старшей генерации гренадских коммунистов — Бернард Корд и Хадсон Остин.
OREL изначально позиционировалась как марксистско-ленинская организация, ориентировалась на СССР и Кубу, выступала за совершение насильственной «революции ленинского типа». В этом состояла главная отличительная черта OREL в гренадском оппозиционном движении. Другие леворадикальные организации стояли на позициях революционного социализма и негритюда, но не ортодоксального коммунизма.
Печатный орган OREL — газета The Spark (название создавало целенаправленную аллюзию с Искрой) указывала на «классовую ограниченность» «Чёрной силы», призывала к борьбе не только с расизмом, но с капитализмом и гейризмом, пропагандировала марксистский социализм и насильственные методы борьбы, характеризовала Эрика Гейри как «мелкобуржуазного лидера».
В 1973 году была создана объединённая социалистическая партия Новое движение ДЖУЭЛ (NJM). Организационную основу NJM составили Движение народных ассамблей Мориса Бишопа и Объединённый поход за благосостояние, образование и освобождение Юнисона Уайтмена. В NJM вступили и члены OREL. Формально фракционность в партии не допускалась, но сохранилась идеологически и организационно сплочённая структура, которую с 1976 возглавлял Бернард Корд.

## Фракция однопартийного режима
Члены OREL составили костяк группы «12 апостолов» — Национально-освободительной армии — прошедшей военное обучение в Гайане и ставшей силовой структурой NJM. Это предопределило их роль в событиях 13 марта 1979 года. Боевики OREL решили военные задачи свержения правительства Эрика Гейри и прихода NJM к власти.
В 1979—1983 лидеры OREL играли видную роль в партийном руководстве, Народно-революционном правительстве и особенно в командовании Народно-революционной армии (PRA). Бернард Корд был заместителем премьер-министра и министром финансов, генерал Остин — командующим PRA, подполковники Лэйн и Джеймс, майор Венту — членами политбюро ЦК NJM, майоры Корнуолл, Страуд, Гахагэн — членами ЦК. С OREL были тесно связаны партийный идеолог Филлис Корд (жена Бернарда Корда), начальник службы безопасности премьер-министра Эшли Фолкс, командующий Народно-революционной милицией Фрэнсис Гилл.
Представители OREL отстаивали жёсткий сталинистский курс — однопартийность, централизация власти, политические репрессии, тесные связи с Кубой, СССР, Вьетнамом, Северной Кореей, ГДР, усиление вооружённых сил и подключение к геополитическим проектам «мира социализма». Бернард Корд и его сторонники отрицательно относились к популистским экспериментам премьер-министра Мориса Бишопа с «прямой низовой демократией». В то же время, на посту министра финансов Корд проводил прагматичный экономический курс, напоминающий НЭП.

## Октябрьский переворот 1983
К осени 1983 года усугубились социально-экономические трудности Гренады и предельно обострились внутрипартийные конфликты в NJM. Сентябрьские заседания ЦК обозначили окончательный раскол на «марксистско-ленинскую» (сталинистскую) и «мелкобуржуазно-мещанскую» (левопопулистскую) фракции. Первую возглавлял Бернард Корд, в неё входили члены группы OREL, прежде всего армейские офицеры. Вторую возглавлял Морис Бишоп, его поддерживали министр иностранных дел Юнисон Уайтмен, министр образования Жаклин Крефт, министр юстиции Кендрик Радикс, министр сельского хозяйства Джордж Луисон.
«Мещане» склонялись к примирению с США, либерализации режима, выходу из-под кубино-советского контроля. «Марксисты-ленинцы» настаивали на ужесточении курса. Они потребовали от Бишопа разделения верховной власти с Кордом. Премьер-министр отказался. Конфликт привёл к смещению и аресту Бишопа. 12 октября 1983 правительство фактически возглавил Бернард Корд. Группа OREL пришла к безраздельной власти, но менее чем на две недели.
Освобождение Бишопа его сторонниками, их атака на армейскую штаб-квартиру в Форт Руперте были жёстко подавлены частями PRA. 19 октября 1983 Морис Бишоп, Юнисон Уайтмен, Жаклин Крефт и их ближайшие сторонники были расстреляны. Власть перешла к Революционному военному совету (RMC) под председательством Хадсона Остина. Ключевые позиции в RMC заняли представители OREL (хотя Бернард Корд, как гражданское лицо, не вошёл в состав этого органа).

## Ликвидация
Кровопролитие и убийство Бишопа создали повод для вторжения США на Гренаду, начавшегося 25 октября 1983 года. RMC был свергнут, Новое движение ДЖУЭЛ прекратило свою деятельность. Перестала существовать и группа OREL.
Руководители и основатели OREL — Корд, Остин, Лэйн, Джеймс, Корнуолл, Страуд, Венту — предстали перед судом по процессу Гренада 17. За государственный переворот, вооружённое насилие, убийство Бишопа и его сторонников они были приговорены к смертной казни. Освобождены в 2008-2009 годах после четвертьвекового тюремного заключения.
В 1996 году было опубликовано открытое послание Reflections and Apologies — Размышления с просьбой о прощении, авторы которого, в том числе Бернард Корд, принесли извинения гренадскому народу и обязались прекратить всякую политическую деятельность.